# Berredo (La Bola)
Berredo (llamada oficialmente San Martiño de Berredo) es una parroquia española del municipio de La Bola, en la provincia de Orense, Galicia.

## Toponimia
La parroquia también es conocida por el nombre de San Martín de Berredo.

## Organización territorial
La parroquia está formada por once entidades de población:

### Entidad de población
Entidad de población que forma parte de la parroquia:
- As Quintas
- Casal de Morgade
- Espiñal
- Froiás
- Morgade
- O Forriolo
- San Mamede
- San Martiño
- Val de Boi

### Despoblados
Despoblados que forman parte de la parroquia:
- Cabanas
- Rozas

## Demografía
| Gráfica de evolución demográfica de Berredo entre 2000 y 2022 |
|                                                               |
| Datos según el nomenclátor publicado por el INE.              |